# Belinda Carlisle
Belinda Jo Carlisle (Hollywood (Californië), 17 augustus 1958) is een Amerikaanse zangeres. Zij is oprichtster van de groep The Go-Go's. Toen deze groep in 1984 tijdelijk uiteenging, begon ze een succesvolle solocarrière.

## Carrière

### 1978-1985: The Go-Go's
In april 1977 voegde Carlisle zich onder de naam Dottie Danger toe aan de band The Germs als drummer. Omdat zij lijdt aan de ziekte van Pfeiffer was zij echter nooit aanwezig bij liveoptredens. In 1978 richtte Carlisle samen met Jane Wiedlin de band Misfits op. Carlisle verzorgde hier de zang, Wiedlin gitaar en zang, Charlotte Caffey leadgitaar en keyboard, Margot Olaverra basgitaar en Elissa Bello de drums. Al snel veranderden ze hun naam in The Go-Go's en begonnen met optredens op feesten en in kleine clubs in Californië. In het begin van de jaren 80 werd het een van de succesvolste Amerikaanse bands in het newwavegenre. Het werd de eerste meidenrockband in de Amerikaanse geschiedenis die met zelf geschreven nummers en zelf bespeelde instrumenten een album uitbracht, dat de eerste plaats in de hitlijsten bereikte. Hun debuutalbum Beauty and the Beat werd een groot succes. Hun volgende twee albums verkochten ook goed, maar konden het succes van Beauty and the Beat niet evenaren. In mei 1985 gingen The Go-Go's uit elkaar. In 2011 kregen The Go-Go's een ster op de Hollywood Walk of Fame.

### 1984-1993: solo
Na het uiteenvallen van The Go-Go's ging Carlisle solo verder. Ze deed auditie voor een rol in de film Howard the Duck uit 1986, maar ze werd niet uitgekozen.
Waar ze met haar band nog een wilde rocker was, verdwenen de scherpe kantjes tijdens haar solocarrière al snel. In 1986 kwam haar eerste album uit, getiteld Belinda. De zomerhit Mad About You behaalde een derde plaats in de hitlijsten. Het album werd goud en zette Carlisle in de schijnwerpers. In deze periode zong ze het openingsnummer In My Wildest Dreams voor de film Mannequin en voor de film Burglar het nummer Dancing in the City.
In 1987 bracht Carlisle het album Heaven on Earth uit. Het album zelf haalde een dertiende plaats in the Billboard Album Top 200 en ook de singles deden het goed. Heaven Is a Place on Earth werd wereldwijd een hit en Carlisles eerste nummer 1-hit. De videoclip voor de single werd, evenals de clip voor I Get Weak, geregisseerd door actrice Diane Keaton. I Get Weak bleef steken op nummer 2 en de ballad Circle in the Sand op nummer 5. World Without You werd ook in Europa een hit.
In 1989 kwam Carlisles derde album uit, getiteld Runaway Horses en was wederom succesvol met de hitsingles Leave a Light on en Summer Rain. De verkopen waren echter een stuk minder dan van haar vorige album. Summer Rain bereikte de zesde plaats in Australië. Het nummer werd in 2004 gecoverd door de Australische band Slinkee Minx.

### 1991 tot heden: afnemend succes en nieuwe wegen
Het vierde album van Carlisle Live Your Life Be Free was geen groot succes. De verkoop viel tegen en het album kwam niet in de hitlijsten. Alleen de single Do You Feel Like I Feel? werd een kleine hit. Ook het album Real kon Carlisles carrière geen nieuw leven inblazen en ze sloot zich aan bij de reünie van The Go-Go's. Er kwam een compilatiealbum met drie nieuwe hits, Return to the Valley of the Go-Go's, en de band ging op tournee om het album te promoten. Ondanks het grote succes gingen The Go-Go's na de promotietournee uit elkaar. Na de aardbeving in Los Angeles op 17 januari 1994 verhuisden Carlisle en haar gezin naar Frankrijk.
In 1996 nam Carlisle weer een soloalbum op, getiteld A Woman & a Man. In Engeland bezorgde het nummer In Too Deep Carlisle na tien jaar weer een toptienhit. Hiernaast bracht het album in Engeland nog drie hits voort; Always Breaking My Heart, Love in the Key of C en California. In de Verenigde Staten was ook dit album echter weinig succesvol. Wat volgde was een serie van verzamel- en compilatiealbums en een nieuwe reünie met The Go-Go's. Vanaf het einde van de jaren 90 gingen The Go-Go's elke zomer op tournee. In 2016 besloten ze om voortaan losse optredens te doen.
In 2001 poseerde een 43-jarige Carlisle naakt in de Playboy.
In 2007 kwam het album Voila uit. Dit album bevatte covers van Franse popsongs en was dan ook geheel in het Frans gezongen.
In 2008 nam Carlisle plaats in de jury van het VH1-programma Rock the Cradle, een talentenwedstrijd met kinderen van rock-, rap- en r&b-sterren. In 2009 schitterde ze op West End in de toneelbewerking van Hairspray.
In 2010 bracht Carlisle haar biografie Lips Unsealed uit.
In 2013 kwam er voor het eerst in zeventien jaar weer een single uit in Amerika.
In september 2017 verscheen het album Wilder Shores.
In 2018 werden enkele van haar solonumers verwerkt in de Go-Go's-musical Head Over Heels.

## Privéleven
Carlisle is vernoemd naar de favoriete film van haar moeder, Johnny Belinda uit 1948. Nadat haar moeder hertrouwde werd Belinda bekend als Belinda Jo Kurcezski.
Carlisle volgde onderwijs aan onder andere de Newbury Park High School in Thousand Oaks, Californië. Hier was ze tevens cheerleader.
Na een leven vol seks, drugs en rock-'n-roll, deed Carlisle het na haar periode met The Go-Go's rustiger aan. Ze ontmoette Morgan Mason, zoon van de Britse acteur James Mason, en op 12 april 1986 trouwden ze. Mason verscheen in de videoclips van Mad About You en Heaven Is a Place on Earth. Op 27 april 1992 kreeg het stel een zoon.
In de jaren negentig verhuisde Carlisle met haar gezin naar Cap d'Antibes in Zuid-Frankrijk.
Van huis uit is Carlisle christelijk opgevoed. Zelf heeft ze echter nooit een verbinding met het christendom gevoeld. Op een gegeven moment is ze een aantal boeken van Tenzin Gyatso, de veertiende dalai lama, gaan lezen. Hierdoor is ze langzaam tot het boeddhisme gekomen, waar ze die verbinding wel vond.

## Discografie

### Albums
| Album met eventuele hitnotering(en) in de Nederlandse Album Top 100 | Datum van verschijnen | Datum van binnenkomst | Hoogste positie | Aantal weken | Opmerkingen |
| ------------------------------------------------------------------- | --------------------- | --------------------- | --------------- | ------------ | ----------- |
| Belinda                                                             | 1986                  | -                     |                 |              |             |
| Heaven on earth                                                     | 1988                  | 23-01-1988            | 39              | 8            |             |
| Runaway horses                                                      | 1989                  | 18-11-1989            | 76              | 6            |             |
| Live Your Life Be Free                                              | 1991                  | -                     |                 |              |             |
| Real                                                                | 1993                  | -                     |                 |              |             |
| A Woman & a Man                                                     | 1996                  | -                     |                 |              |             |
| Voila                                                               | 2007                  | -                     |                 |              |             |
| Wilder Shores                                                       | 2017                  | -                     |                 |              |             |

### Singles
| Single met eventuele hitnotering(en) in de Nederlandse Top 40 | Datum van verschijnen | Datum van binnenkomst | Hoogste positie | Aantal weken | Opmerkingen              |
| ------------------------------------------------------------- | --------------------- | --------------------- | --------------- | ------------ | ------------------------ |
| Heaven Is a Place on Earth                                    | 18-09-1987            | 09-01-1988            | 7               | 9            | TROS Paradeplaat Radio 3 |
| Circle in the Sand                                            | 1988                  | 02-07-1988            | 17              | 6            | TROS Paradeplaat Radio 3 |
| Leave a Light On                                              | 1989                  | 18-11-1989            | 11              | 8            | TROS Paradeplaat Radio 3 |
| Live Your Life Be Free                                        | 1991                  | 19-10-1991            | tip10           | -            |                          |

| Single met hitnotering(en) in de Vlaamse Ultratop 50 | Datum van verschijnen | Datum van binnenkomst | Hoogste positie | Aantal weken | Opmerkingen |
| ---------------------------------------------------- | --------------------- | --------------------- | --------------- | ------------ | ----------- |
| Heaven Is a Place on Earth                           | 18-09-1987            | 26-12-1987            | 3               | 13           |             |
| I Get Weak                                           | 1988                  | 09-04-1988            | 36              | 1            |             |
| Circle in the Sand                                   | 1988                  | 09-07-1988            | 13              | 8            |             |
| Leave a Light on                                     | 1989                  | 11-11-1989            | 9               | 13           |             |
| La Luna                                              | 1990                  | 03-02-1990            | 23              | 6            |             |

### NPO Radio 2 Top 2000
| Nummers met noteringen in de NPO Radio 2 Top 2000 | '99  | '00 | '01  | '02  | '03  | '04  | '05  |
| ------------------------------------------------- | ---- | --- | ---- | ---- | ---- | ---- | ---- |
| Circle in the Sand                                | 1282 | -   | 1470 | 1631 | -    | -    | -    |
| Heaven Is a Place on Earth                        | 926  | -   | 1597 | 1457 | 1740 | 1443 | 1827 |

1. ↑  Een '-' betekent dat het nummer niet was genoteerd en een vetgedrukt getal geeft de hoogste notering van een nummer aan.
2. ↑  Deze tabel is bijgewerkt tot en met de laatste editie (2024).

- Bibliothèque nationale de France: cb13936900p (data)
- Gemeinsame Normdatei: 13434362X
- International Standard Name Identifier: 0000 0001 1476 5352
- Library of Congress Control Number: n91126557
- MusicBrainz: 2925aac9-5474-4030-b8a3-4151107010b2
- Nationale Bibliotheek van Tsjechië: xx0019234
- Nationale Bibliotheek van Israël: 987007404805705171
- Nederlandse Thesaurus van Auteursnamen: 102035660
- Système universitaire de documentation: 162411073
- Virtual International Authority File: 85422044
- WorldCat: E39PBJr3r64XcHrtwjR8cbBpT3